# Discomyza incurva
Discomyza incurva är en tvåvingeart som beskrevs av Fallen 1823. Discomyza incurva ingår i släktet Discomyza och familjen vattenflugor. Arten är reproducerande i Sverige. Inga underarter finns listade i Catalogue of Life.

## Bildgalleri

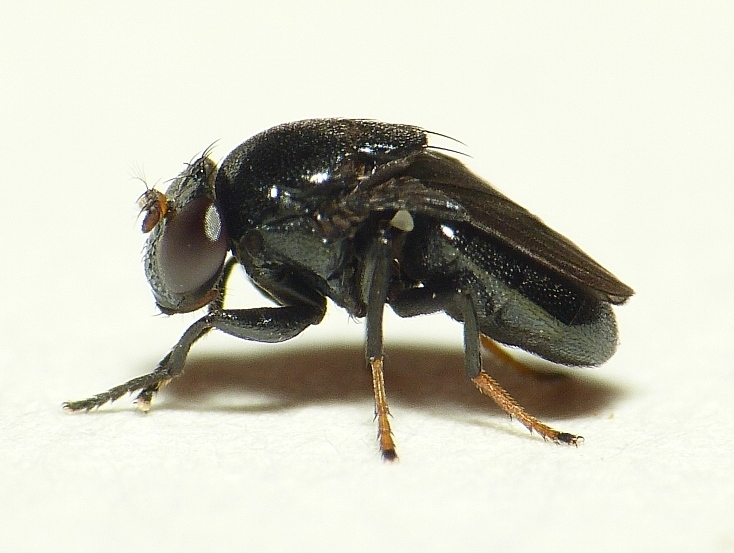